# Kazatomprom
Kazatomprom és una empresa minera kazakh fundada el 1997 i propietat del govern kazakh al 100%. Té una plantilla de 26.000 treballadors.
Des del 2010 ha sigut líder mundial en l'exploració, producció i comercialització d'urani. El 2014 produí 13.801 tones de concentrats d'urani, xifra que representava un 25% del mercat mundial d'aquest element.
Les mines d'urani del Kazakhstan inclouen les d'Akhtau i Kharatau, el Projecte d'Urani d'Inkai, la mina d'urani de Moinkum, la mina d'Inkai Sud i la mina d'urani de Tortkudik.